# Quiet Riot II
Quiet Riot II — второй студийный альбом американской хеви-метал-группы Quiet Riot, выпущенный 2 декабря 1978 года.

## Об альбоме
Хотя Руди Сарзо и был указан на обложке альбома, записи были сделаны, когда оригинальный басист Келли Гарни ещё находился в группе.
Также — это последний альбом «Quiet Riot» с участием оригинального гитариста Рэнди Роадса, который покинул группу в ноябре следующего, 1979 года, после чего стал гитаристом бывшего вокалиста Black Sabbath Оззи Осборна.
Как и их первый альбом, эта работа была выпущен только в Японии.

## Список композиций
Слова и музыка всех песен — написаны Кевином ДюБроу в соавторстве с Рэнди Роадсом, если не указано иное.
| №  | Название                                              | Автор(ы)                            | Длительность |
| -- | ----------------------------------------------------- | ----------------------------------- | ------------ |
| 1. | «Slick Black Cadillac»                                |                                     | 5:10         |
| 2. | «You Drive Me Crazy»                                  |                                     | 4:17         |
| 3. | «Afterglow (Of Your Love)» (кавер-версия Small Faces) | Стив Марриотт Ронни Лейн            | 3:37         |
| 4. | «Eye for an Eye»                                      | Кевин ДюБроу Рэнди Роадс Рон Соболь | 4:02         |
| 5. | «Trouble»                                             |                                     | 5:14         |

| №                   | Название              | Автор(ы)                            | Длительность |
| ------------------- | --------------------- | ----------------------------------- | ------------ |
| 6.                  | «Killer Girls»        | Кевин ДюБроу Рэнди Роадс Рон Соболь | 4:50         |
| 7.                  | «Face to Face»        |                                     | 4:38         |
| 8.                  | «Inside You»          | ДюБроу                              | 4:49         |
| 9.                  | «We’ve Got the Magic» | Роадс                               | 4:40         |
| Общая длительность: | Общая длительность:   | Общая длительность:                 | 41:13        |

Примечания
- Песня «Slick Black Cadillac» была перезаписана для следующего альбома группы Metal Health без драм-н-бейс начала.
- На песню «Trouble» был сделан ремикс с новым вокальным треком и wah-wah, добавленным к гитарному соло, что ускорило сборку The Randy Rhoads Years без первых 4 тактов.

## Участники записи
| Quiet Riot - Кевин ДюБроу — ведущий вокал - Рэнди Роадс — гитара - Дрю Форсайт — ударные, синдрам - Келли Гарни — бас-гитара (не указан на обложке) | Приглашённые музыканты - Дуг Ингл — орган (не указан) - Руди Сарзо — бас-гитара (указан, но не играет на альбоме) - The Killer Bees — бэк-вокал Производственный персонал - Уоррен Энтнер — продюсер, менеджер - Ли Де Карло — продюсер |